# George Herriman

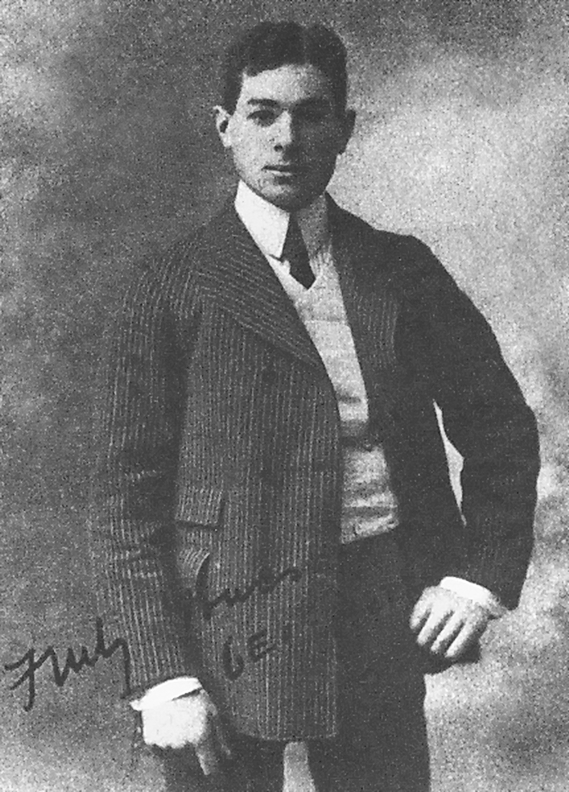
George Herriman, signiertes Foto von 1902

George Joseph Herriman (* 22. August 1880 in New Orleans; † 25. April 1944 in Los Angeles) war ein US-amerikanischer Comiczeichner und Karikaturist. Sein bekanntestes Werk ist der Comic Krazy Kat.

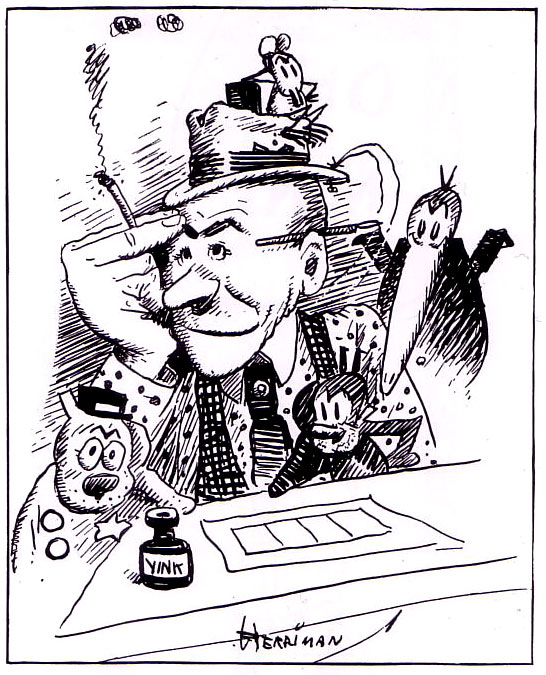
Selbstporträt mit einigen seiner Figuren (1922)

## Leben

### 1880–1900
George Herriman war das erste Kind von George Herriman Jr. und dessen Frau Clara, geb. Morel. Er hatte drei jüngere Geschwister, Henry, Ruby und Pearl. Vermutlich waren seine Eltern kreolischer Abstammung (Lit.: McDonnell u. a.) oder aber Nachfahren griechischer Einwanderer (so Bill Blackbeard, der Herausgeber der Krazy Kat-Sammelbände). Jedenfalls wurden Herrimans Eltern wegen ihres vergleichsweise dunklen Teints in den Südstaaten, zu denen Louisiana gehörte, von den Mitbürgern nicht ebenbürtig behandelt. Dies, verbunden mit der schwierigen wirtschaftlichen Situation im Süden, dürfte der Grund gewesen sein, dass die Herrimans 1886 nach Kalifornien zogen. In Los Angeles eröffnete Herrimans Vater zunächst einen Frisörsalon, später dann eine Bäckerei.
Von 1891 bis 1897 besuchte Herriman das St. Vincent’s College, eine katholische Schule für Jungen. Eine Ausbildung, wohl in der Bäckerei seines Vaters, brach er nach kurzer Zeit wieder ab. Schon als Kind hatte Herriman zu zeichnen begonnen. Als Jugendlicher arbeitete er ab 1895 für örtliche Zeitungen als Grafikassistent. Schnell wurde man auf sein Zeichentalent aufmerksam, und ab 1897 lieferte er Illustrationen und Karikaturen für den Los Angeles Herald. Kurz nach 1900 bekam er erste Aufträge für den San Francisco Examiner, der William Randolph Hearst gehörte.
Die Anfänge von Herrimans Karriere fallen mit dem Beginn der amerikanischen Zeitungscomics zusammen. 1892 schuf James Swinnerton mit California Bears den ersten fortlaufenden Comicstrip. Ab 1895 erschien Richard Felton Outcaults The Yellow Kid. Die neuen Serien führten zu einer erheblichen Steigerung der Zeitungsauflagen, weshalb sich Herausgeber wie Hearst und Joseph Pulitzer die besten Zeichner gegenseitig abwarben. Vor dem Hintergrund dieser Konkurrenz entwickelte sich die neue Kunstform rasant. (Der englische Ausdruck für Boulevardpresse, „yellow press“, leitet sich übrigens von dem Comic The Yellow Kid her).

### 1900–1913
1900 ging Herriman nach New York, da die Vielzahl der Zeitungen dort bessere Veröffentlichungsmöglichkeiten versprach. Anfangs arbeitete er als freier Mitarbeiter für die humoristische Zeitschrift Judge und eine Reihe von Tageszeitungen. Zu seinen ersten halb- oder ganzseitigen Comicserien gehörten Musical Mose, Professor Otto und Arcobatic Archie (alle 1902), Lariate Pete und Two Jolly Jackies (beide 1903), Major Ozone (1904), Rosy’s Mama (1906), Bud Smith und Zoo Zoo (alle 1906), Mr. Proones the Plunger und The Amours of Marie Anne Magee (beide 1907), Baron Mooch und Alexander (beide 1909). Mehrere dieser Serien erschienen im Vierfarbdruck in Sonntagsbeilagen von Zeitungen.
Nachdem Herriman sich in New York etabliert hatte, heiratete er 1902 seine Verlobte Mabel Lillian Bridge in Los Angeles und kehrte mit ihr nach New York zurück. Die erste Tochter, Mabel, wurde 1903, die zweite, Barbara, 1909 geboren. Ab Juni 1903 war Herriman bei der New York World fest angestellt. Im Januar 1904 wechselte er zur New York Daily News und im April dieses Jahres zu Hearsts New York American. Mitte 1905 kehrte er nach Los Angeles zurück, wo er ab Anfang 1906 als Politik- und Sportkarikaturist für Hearsts Los Angeles Examiner arbeitete. Daneben zeichnete er auch hier Comics, so die Serie Baron Mooch, in der erstmals namentlich die Figur Krazy Kat auftrat (eine sehr ähnliche Katze war bereits 1903 in dem Comic Lariat Pete zu sehen). Ende 1909 erschien die Serie Gooseberry Sprig, deren Protagonist später zum Personal der Krazy Kat-Comics gehören sollte.

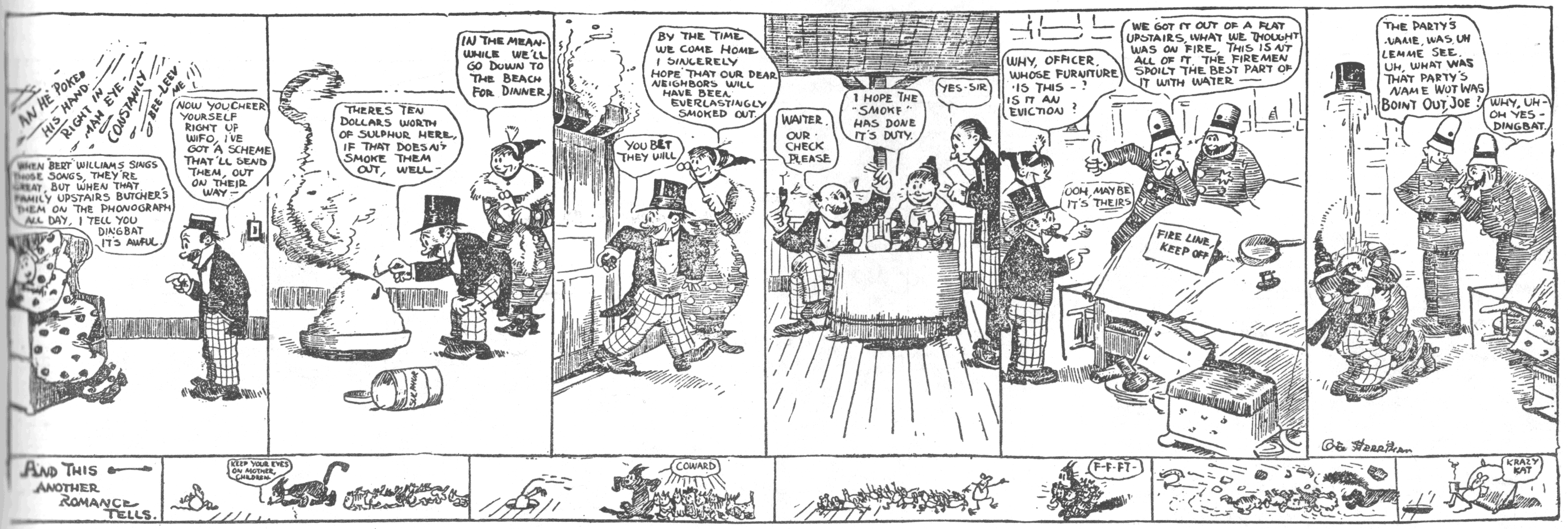
The-Dingbat-Family-Strip mit Maus und Katze (1910)

William Randolph Hearst, der die Comics in seinen Blättern sehr förderte, war mittlerweile auf das Talent des jungen Herriman aufmerksam geworden. 1910 beorderte man ihn deshalb als Comiczeichner in die New Yorker Zentrale seines Zeitungsimperiums zurück. Hier begann Herriman Mitte 1910 die Serie The Dingbat Family. In diesem Comic rund um die Familie Dingbat nahm nach und nach eine mysteriöse Familie, die über den Dingbats wohnt, immer mehr Raum ein. Folge um Folge versuchen die Dingbats herauszufinden, wer ihre Nachbarn sind – ohne sie jedoch je zu Gesicht zu bekommen. Nach einiger Zeit wurde der Namen des Strips entsprechend in The Family Upstairs („Die Familie von oben“) umbenannt. In diesen Comic führte Herriman weitere Figuren ein – eine Maus und eine Katze, die unter den Dingbats wohnten und deren Geschichten in kleinen Panels unterhalb der Haupthandlung erzählt wurden. So entstand das Paar Ignatz Mouse und Krazy Kat.

### 1913–1922

#### Krazy Kat

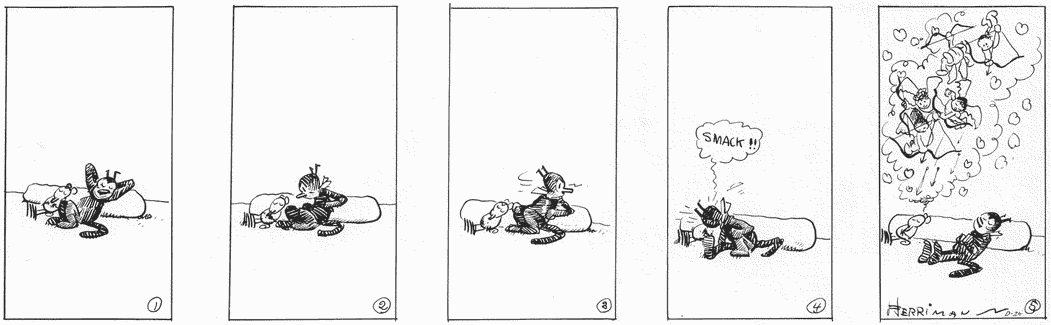
Täglicher Comicstrip vom 24. Dezember 1917

1913 bekamen Katze und Maus schließlich ihre eigene Serie. Der tägliche Comicstrip hieß anfangs Krazy Kat and Ignatz, bald aber nur noch Krazy Kat. Ab 1916 erschienen auch ganzseitige Geschichten der beiden in den Sonntagsausgaben der Hearst-Zeitungen. Krazy Kat hatte schnell Erfolg und machte Herriman bekannt. Im selben Jahr wurde bereits der erste Krazy Kat-Zeichentrickfilm produziert – Herrimans Krazy war somit die erste animierte Katze der Filmgeschichte. Nach dem Ersten Weltkrieg gehörten zu seinen Lesern und Bewunderern immer mehr Intellektuelle und Künstler wie Dorothy Parker oder Ring Lardner. Auch Gertrude Stein ließ sich die Krazy Kat-Comics nach Paris schicken, wo sie sie angeblich unter anderem Pablo Picasso begeistert zeigte und erklärte. 1922 inszenierte John Alden Carpenter ein Krazy Kat-Ballett, und der Kritiker und Schriftsteller Gilbert Seldes erklärte 1922 in Vanity Fair Krazy Kat zum größten Werk der zeitgenössischen amerikanischen Kunst. Vanity Fair nahm Herriman darauf 1923 in seine „Hall of Fame“ auf. In Seldes Artikel heißt es: „Der täglich erscheinende Comicstrip Krazy Kat von George Herriman ist für mich das lustigste, fantastischste und künstlerisch befriedigendste Kunstwerk, das heute in Amerika geschaffen wird.“ (Lit.: McDonnell etc., S. 15)

#### Herrimans „Coconino County“

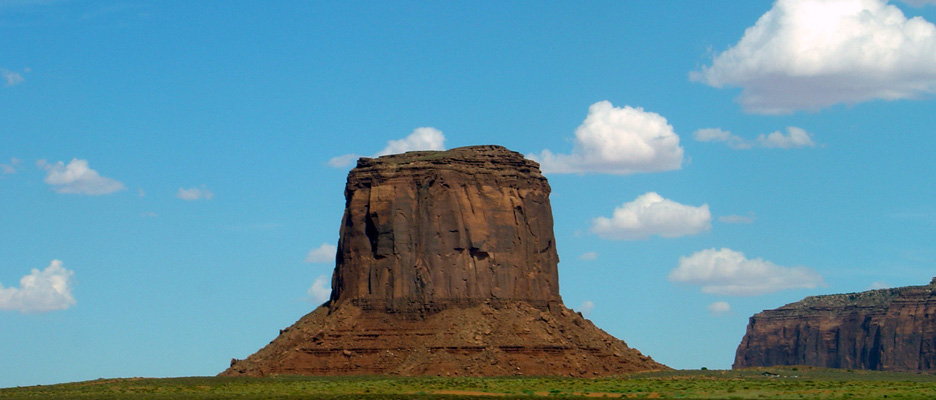
Merrick’s Butte im Monument Valley

Irgendwann zwischen 1911 und 1916 kam Herriman erstmals nach Arizona in das Gebiet rund um das Monument Valley. Die Landschaft dieser kargen trockenen Region mit ihren Zeugenbergen und das Kunsthandwerk der dort ansässigen Navajo-Indianer beeinflusste sein Werk erheblich. Nicht nur tauchen Ortsnamen wie Kayenta, Coconino County (etwas weiter südlich gelegen) und viele andere mehr immer wieder in Krazy Kat auf; bedeutender ist der Einfluss der Landschaft und des Lichts, die Herrimans Zeichenkunst von da an prägten. Dazu kamen zahlreiche von der Kunst der Indianer inspirierte Ornamente. Bis zu seinem Tod besuchte Herriman die abgelegene Region wenigstens einmal im Jahr. Meist lebte er dort bei dem befreundeten Ehepaar John und Louisa Wetherill, die in Kayenta einen Handelsposten führten und die Kultur der Navajo erforschten.

### 1922–1944
1922 zog Herriman mit seiner Familie zurück nach Los Angeles. Auch nach dem Erfolg von Krazy Kat zeichnete er noch bis in die 1930er Jahre hinein weitere Serien, darunter Baron Bean, Stumble Inn und Us Husbands. In der zweiten Hälfte der 1920er Jahre änderte sich das kulturelle Klima in den USA. In Comic, Film und Radio verloren modernistische Ansätze ebenso an Popularität wie sinnfreier Klamauk. Im Trend lagen realistischere Komödien, Musikfilme und Krimis – was sich auch auf die Comics auswirkte. Immer weniger Hearst-Zeitungen wollten Herrimans Comics abdrucken, und 1934 war die sonntägliche Krazy Kat-Seite nur noch im New York Evening Journal zu finden. Dass die Serie nicht ganz eingestellt wurde, lag allein daran, dass Hearst selbst Herrimans größter Fan war. Hearst hatte ihm einen lebenslangen Vertrag gegeben, und er wies immer wieder Redakteure dazu an, den Strip zu drucken.
1927 und 1935 illustrierte Herriman zwei Sammlungen der archy und mehitabel-Gedichte des von ihm bewunderten Don Marquis. Seine letzten Lebensjahre waren von gesundheitlichen Problemen und persönlichen Tragödien überschattet. Eine Arthritis machte ihm das Zeichnen zunehmend schwer. 1934 verunglückte seine Frau Mabel bei einem Autounfall tödlich; 1939 starb seine Tochter Barbara im Alter von 30 Jahren. Herriman arbeitete jedoch bis zu seinem Tod, von nur wenigen krankheitsbedingten Unterbrechungen abgesehen, weiter an seinem Lebenswerk Krazy Kat.
Ab Mitte 1935 erschienen die ganzseitigen Krazy Kat-Geschichten für die Sonntagsbeilagen in Farbe (zuvor waren schon einmal 1922 zehn Krazy Kat-Seiten im New York Journal und anderen Hearst-Blättern in Farbe erschienen). Das, und Hearst Anweisungen, führte dazu, dass die Serie wieder in einer größeren Zahl von Zeitungen abgedruckt wurde. Die letzte Folge erschien am 25. Juni 1944, zwei Monate nach Herrimans Tod. Hearst sah davon ab, wie bei anderen Serien üblich, einen neuen Zeichner Krazy Kat weiterführen zu lassen – was auch beim grafischen und erzählerischen Eigensinn der Serie kaum möglich gewesen wäre. In Herrimans Todesjahr erschien Krazy Kat noch in 38 US-amerikanischen Zeitungen.
Als Todesursache wurde bei Herriman eine nicht-alkoholbedingte Leberzirrhose diagnostiziert. Auf seinen Wunsch wurde sein Leichnam verbrannt und die Asche über dem Monument Valley ausgestreut.

## Werk

### Motive

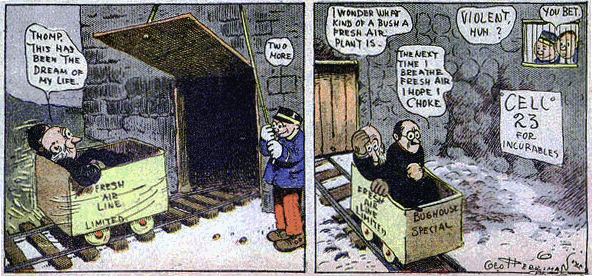
Schlussbilder aus einem Major-Ozone-Comic (1906)

Herrimans frühe Comics unterschieden sich nur wenig von erfolgreichen Serien der Zeit wie The Yellow Kid oder den Katzenjammer Kids. Bald schon machten sich jedoch Eigenheiten bemerkbar. In Major Ozone beispielsweise ist die Hauptfigur ein Gesundheitsfanatiker, der um jeden Preis die frischeste Luft genießen möchte – was regelmäßig in die Katastrophe führt. Solche immer wiederholten und immer variierten Obsessionen sollten in der Folge zu einem Kennzeichen Herrimans werden – so in der Serie The Family Upstairs, in der die Familie Dingbat beständig wie erfolglos versucht, die Mieter in der Wohnung über der ihrigen zu Gesicht zu bekommen. Obsessionen und Rituale prägten schließlich auch Krazy Kat. Immer möchte die Maus Ignatz der Katze Krazy einen Ziegelstein an den Kopf werfen; immer versucht der Polizist Offisa Pupp dies zu verhindern; immer liebt Krazy Ignatz, und immer liebt Offisa Pupp Krazy. Dieser nur zu bekannte Rahmen führt zu großer Komik, da es Herriman trotz der sehr übersichtlichen Konstellation stets aufs Neue gelang, überraschende Varianten desselben ritualisierten Ablaufs zu finden.

### Zeichentechnik und Komposition

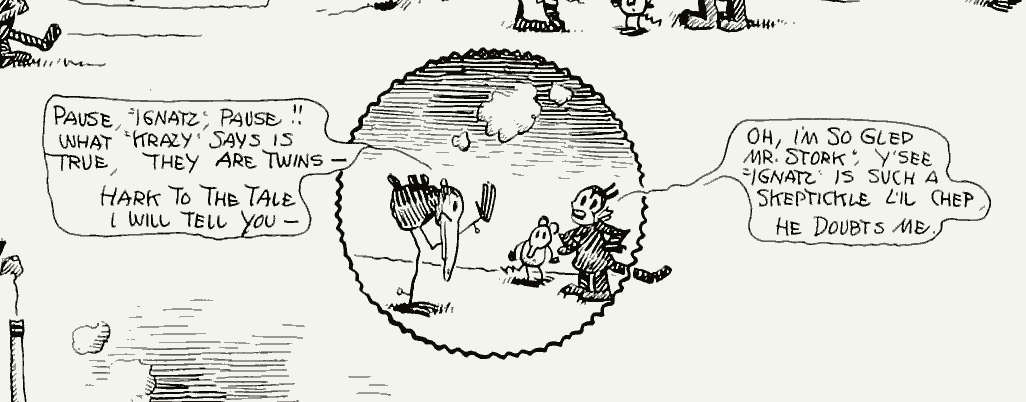
Kreisförmiges Panel (1917)

Zeichnerisch gilt Herriman als einer der großen Meister des Comics. Nicht nur seine Linienführung und seine Schraffuren sind meisterhaft. Er führte auch, wie man an der Originalen sehen kann, fast ohne Vorzeichnung komplizierte Kompositionen direkt mit Tusche aus. Mit seinem Erfindungsreichtum, was die Aufteilung der Panels angeht, war er zu seiner Zeit ein einsamer Pionier. Immer wieder werden die Bildabfolgen oder auch die Rahmen durchbrochen. Nicht selten werden die Rahmen auch zugunsten einer sehr dynamischen, mal diagonalen, mal horizontalen Komposition ganz aufgegeben.

### Sprache
Herrimans Erzählton beherrscht viele Register, von hochpoetischer über Zeitungssprache bis hin zum Slang, von zahlreichen Dialekten, dem gebrochenen Englisch unterschiedlicher Gruppen von Einwanderern bis hin zu verschiedenen Fremdsprachen (immer wieder sprechen einzelne Figuren spanisch, französisch oder auch deutsch). All dies wird von Herriman gemischt, kontrastiert und sehr effektvoll in Szene gesetzt. Hinzu kommt noch die ganz eigene Sprache der Hauptfigur Krazy Kat, die die englische Sprache stets naiv verballhornt, Wörter missversteht und entsprechend eine mehrdeutige Sprachmixtur von sich gibt, in der, ähnlich wie in James Joyce’ Finnegans Wake, die Bedeutungsebenen bunt durcheinander purzeln.

## Wirkung
Viele bedeutende Comiczeichner haben Herriman bewundert und ihn als wesentlichen Anreger bezeichnet, darunter Will Eisner, Charles M. Schulz und Bill Watterson.

„Man gibt dem Leser einen leeren Hintergrund, und der Leser wird die Neigung haben, den Hintergrund aus seiner eigenen Vorstellungskraft oder seiner eigenen Erfahrung heraus zu ergänzen. Ich habe das von einem der Comics gelernt, die mich zu Anfang ungeheuer beeinflusst haben – Krazy Kat. Wenn man Herrimans frühe Werke betrachtet, dann erkennt man, dass er für dergleichen einen ungeheuren Instinkt hatte. Als ich mir das als Kind anschaute, dachte ich: ‚Hey, da weiß einer, was er macht‘.“

„Krazy Kat ist verschroben, hat Eigenart und geht keine Kompromisse ein. Es ist einer der wenigen Comicstrips, die das Medium voll ausnützen. Es gibt Dinge, die nur ein Comic machen kann, die in keinem anderen Medium, nicht einmal im Zeichentrickfilm, erreicht werden können, und Krazy Kat ist quasi ein Essay über das Wesen des Comics.“

Literaturkritiker wie beispielsweise Umberto Eco gehen davon aus, dass Krazy Kat auch die zeitgleich entstandene moderne Literatur und Malerei beeinflusst hat. Dafür könnten die expressionistischen und surrealistischen Bildkompositionen sowie die zahlreichen Sprachmontagen sprechen. Für Gilbert Seldes war schon 1922 Krazy Kat das einzig genuin amerikanische Beispiel für expressionistische Kunst. Wie solche Einflüsse im Einzelnen verliefen, ist schwer nachzuweisen. Zwar haben so unterschiedliche Künstler wie E. E. Cummings, Jack Kerouac und Gertrude Stein sich bewundernd über Krazy Kat geäußert. Meist beschränken sich solche Äußerungen jedoch auf einzelne Zitate (was daran liegen könnte, dass der Comic lange Zeit wenig geachtet war). Konkrete Untersuchungen zum Einfluss von Herrimans Werk auf die moderne Literatur und Malerei fehlen bislang.

## Werke

### Originalserien
- Musical Mose, 1902
- Professor Otto, 1902
- Arcobatic Archie, 1902
- Lariate Pete, 1903
- Two Jolly Jackies, 1903
- Major Ozone, 1904–1906
- Home Sweet Home, 1904
- Rosy’s Mama, 1906
- Bud Smith, 1905–1906
- Grandma’s Girl – Likewise Bud Smith, 1905–1906
- Rosy Posy – Mama’s Girl, 1906
- Zoo Zoo, 1906
- Mr. Proones the Plunger, 1907
- The Amours of Marie Anne Magee, 1907
- Baron Mooch, 1909
- Daniel and Pansy, 1909
- Mary’s Home from College, 1909
- Alexander the Cat, 1909–1910
- Gooseberry Sprig, 1909–1910
- The Dingbat Family (zeitweise unter dem Titel The Family Upstairs), 1910–1916
- Krazy Kat, 1913–1944
- Baron Bean, 1916–1919
- Now Listen Mabel, 1919
- Stumble Inn, 1922–1926
- Us Husbands, 1926

### Englischsprachige Ausgaben
- Baron Bean 1916–1917. Westport (Conn.) 1977, ISBN 0-88355-640-5
- The Family Upstairs: Introducing Krazy Kat 1910–1912. Westport (Conn.) 1977, ISBN 0-88355-642-1
- Krazy & Ignatz – The Komplete Kat Komics, Volume One: 1916. Forestville 1988, ISBN 0-913035-48-3
- Krazy & Ignatz – The Komplete Kat Komics, Volume Two: 1917. Forestville 1989, ISBN 0-913035-75-0
- Krazy & Ignatz – The Komplete Kat Komics, Volume Three: 1918. Forestville 1989, ISBN 0-913035-77-7
- Krazy & Ignatz – The Komplete Kat Komics, Volume Four: 1919. Forestville 1989, ISBN 0-931035-93-7
- Krazy & Ignatz – The Komplete Kat Komics, Volume Five: 1920. Forestville 1990, ISBN 1-56060-024-1
- Krazy & Ignatz – The Komplete Kat Komics, Volume Six: 1921. Forestville 1990, ISBN 1-56060-034-9
- Krazy & Ignatz – The Komplete Kat Komics, Volume Seven: 1922. Forestville 1991, ISBN 1-56060-064-0
- Krazy & Ignatz – The Komplete Kat Komics, Volume Eight: 1922. Forestville 1991, ISBN 1-56060-066-7
- Krazy & Ignatz – The Komplete Kat Komics, Volume Nine: 1922. Forestville 1992, ISBN 1-56060-103-5
- The Komplete Kolor Krazy Kat, Volume 1: 1935–1936. London 1990, ISBN 1-85286-334-X
- The Komplete Kolor Krazy Kat, Volume 2: 1936–1937. Amherst 1991, ISBN 0-924359-07-2
- Krazy & Ignatz – The Dailies 1918–1919. Charleston 2001, ISBN 0-9688676-0-X
- Krazy & Ignatz – The Complete Full Page Comic Strips 1925–1926. Seattle 2002, ISBN 1-56097-386-2
- Krazy & Ignatz – The Complete Full Page Comic Strips 1927–1928. Seattle 2002, ISBN 1-56097-507-5
- Krazy & Ignatz – The Complete Full Page Comic Strips 1929–1930. Seattle 2003, ISBN 1-56097-529-6
- Krazy & Ignatz – The Complete Full Page Comic Strips 1931–1932. Seattle 2004, ISBN 1-56097-594-6
- Krazy & Ignatz – The Complete Full Page Comic Strips 1933–1934. Seattle 2004, ISBN 1-56097-620-9
- Krazy & Ignatz – The Complete Full Page Comic Strips 1935–1936. Seattle 2005, ISBN 1-56097-690-X
- Krazy & Ignatz – The Complete Full Page Comic Strips 1937–1938. Seattle 2006, ISBN 1-56097-734-5
- Krazy & Ignatz – The Complete Full Page Comic Strips 1939–1940. Seattle 2007, ISBN 978-1-56097-789-6
- Krazy & Ignatz – The Complete Full Page Comic Strips 1941–1942. Seattle 2007, ISBN 978-1-56097-887-9
- Krazy and Ignatz – The Complete Sunday Strips Volume One, 1916–1924. Seattle 2010, ISBN 978-1-60699-316-3
- Krazy and Ignatz – The Complete Sunday Strips Volume Two, 1925–1934. Seattle 2004, ISBN 1-56097-522-9
- Krazy and Ignatz – The Complete Sunday Strips Volume Three, 1935–1944. Seattle 2008, ISBN 978-1-56097-841-1
- George Herriman’s “Krazy Kat”. The Complete Color Sundays 1935–1944, Köln 2019, ISBN 978-3-8365-6636-0
- George Herrimans „Krazy Kat“. Die kompletten Sonntagsseiten in Farbe 1935–1944, Köln 2019, ISBN 978-3-8365-7194-4 (englischsprachige Comicseiten, deutschsprachiger Begleittext)

### Herriman als Illustrator
- Don Marquis: archy and mehitabel. New York 1927
- Don Marquis: The Life and Times of archy & mehitabel. New York 1935
- Don Marquis: archy and mehitabel. New York 1927, 1990, ISBN 0-385-09478-7 (Nachdr.)

### Deutschsprachige Ausgaben
Versuche, Herrimans Comics in deutscher Übersetzung herauszubringen, sind bisher schnell gescheitert; die wenigen erschienenen Bände beschränken sich ausschließlich auf den Abdruck von Krazy Kat. Der Melzer Verlag versuchte 1974 in einem 160-seitigen schwarzweißen Band, einen kleinen und scheinbar sehr willkürlichen Überblick über Herrimans Tages- und Sonntagsstrips zu liefern. Immerhin enthielt der Band aber eine bereits 1946 geschriebene Einführung zu Krazy Kat von E. E. Cummings. Im Carlsen Verlag erschienen ab 1991 übersetzt zwei Bände der englischsprachigen Komplete Kolor Krazy Kat-Ausgabe, welche die farbigen Sonntagsseiten der Jahrgänge 1935 bis 1937 vollständig und chronologisch enthalten; danach wurde die Edition eingestellt. In der Wiener Reihe „Comicothek“ erschienen von 1991 an die ersten drei Bände der Komplete Kat Komics, welche, ebenfalls vollständig und chronologisch, die schwarzweißen Sonntagsseiten der Jahre 1916 bis 1918 enthalten; 1996 wurde auch diese Edition eingestellt. Seither sind keine weiteren Herriman-Comics mehr auf Deutsch erschienen. Abgesehen davon, dass der Aufwand, solche Nachdrucke herzustellen, vergleichsweise groß ist, der Markt dafür aber klein, dürfte der wesentliche Grund für das Scheitern deutschsprachiger Editionsprojekte darin liegen, dass sich Herrimans sehr eigenwillige, anspielungsreiche und mehrdeutige Sprache kaum befriedigend übersetzen lässt – Harald Havas, der Übersetzer der schwarzweißen Sonntagsseiten, erläutert dies anschaulich in seinen Anmerkungen in den entsprechenden „Comicothek“-Bänden. Liebhaber von Herrimans Comics greifen im Zweifelsfall auf die englischen Originale zurück.
Folgende Bände sind auf Deutsch erschienen:
- George Herrimans „Krazy Kat“ – Ein Klassiker aus der goldenen Zeit der Comics (Übersetzt von Carl Weissner), Melzner, Darmstadt 1974, ISBN 3-7874-0102-4; Heyne, München 1988, ISBN 3-453-00816-2.
- George Herrimans „Krazy Kat“ (übersetzt von Carl Weissner), Ferdydurke, Zürich 1988, ISBN 3-905604-01-9.
- Krazy Kat Band 1: 1935–1936 (herausgegeben von Richard Marschall, übersetzt von Wolfgang J. Fuchs), Carlsen, Hamburg 1991, ISBN 3-551-72591-8.
- Krazy Kat Band 2: 1936–1937 (herausgegeben von Richard Marschall, übersetzt von Wolfgang J. Fuchs), Carlsen, Hamburg 1991, ISBN 3-551-72592-6.
- Krazy Kat Band 1: 1916. Comicothek, Wien 1991, ISBN 3-900390-49-5.
- Krazy Kat Band 2: 1917. Comicothek, Wien 1992, ISBN 3-900390-54-1.
- Krazy Kat Band 3: 1918. Comicothek, Wien 1996, ISBN 3-900390-88-6.